# Barrio Hipódromo (Asunción)
Hipódromo es un barrio de Asunción de creación relativamente reciente. Es uno de los barrios más verdes de la ciudad. Adopta ese nombre debido a que dentro de sus límites se encuentra el Hipódromo de Asunción, lugar donde se llevan a cabo carreras de caballo, turf y equitación.

## Límites
Linda al norte con el Barrio Los Laureles, al este con el Barrio San Pablo, al oeste con el Barrio Nazareth, y al sur con el Barrio Terminal.

## Calles
Los nombres de las calles, por lo general, hacen alusión a árboles autóctonos de las selvas del Paraguay (Yvyrapytá, Quebracho, Paraíso, Mbocayá, etc.), nombres de tribus y etnias nativas americanas (Carios, Guaraníes, Incas, etc.), y también de ciudades paraguayas (Atyrá, Encarnación, Pilar, Concepción, etc.).
Las avenidas más importantes que cruzan por el barrio son la Avda. Eusebio Ayala, la Avda. República Argentina, y la Avda. de la Victoria, las tres avenidas sirven de límite con los barrios Los Laureles, Nazareth y San Pablo, respectivamente.

## Lugares
Cuenta con muchos espacios públicos y de esparcimiento, debido a que, además del "Jockey Club", se encuentran el Instituto Superior de Educación (ISE), la Escuela Nacional de Educación Física (ENEF) y la Secretaría Nacional de Deportes (SND) dentro del barrio. Estas tres dependencias del Estado, están aglutinadas en un gran y único predio, donde hace unos años se ha instalado igualmente la sede de la Asociación Paraguaya de Tenis (APT).
A principios de la década de 1970, el presidente Gral. Alfredo Stroessner entregó de regalo casas a las Campeonas del Campeonato Sudamericano de Baloncesto de 1958 y de 1962, en reconocimiento por las conquistas deportivas logradas, formándose la "Villa Campeonas", con una plaza central y campo de deportes. Es otro sitio más de esparcimiento con el que cuenta el barrio, donde además se practican baloncesto, volley beach, fútbol FIFA y otros deportes.